# Motala rådhus
Rådhuset i Motala uppfördes 1895-97 efter ritningar av arkitekt Gustaf Lindgren som privatbostad åt kapten Carl Anton Ahlbom. Denne hade inga arvingar och testamenterade byggnaden till Motala stad. Efter Kaptenens död skänktes det till staden och invigdes som rådhus 1910.
Byggnaden ligger i centrala Motala i närheten av Göta kanal och Kanalparken. Området kallades vid sekelskiftet 1900 för Villastaden, då societeten byggde sina privata palats där. Idag finns endast ett fåtal av dessa kvar, och rådhuset är det pampigaste av dem.
Kaptenen uppförde sin bostad som en blandning av ett sörmländskt gods och ett italienskt renässanspalats. Kostnaderna uppgick till 70 500 kr. Förutom huvudbyggndaden består komplexet även av fyra mindre flygelbyggnader i varsitt hörn av trädgården.
Utsmyckningarna är många, både interiört som exteriört. Kaptenens favoritdjur var hundar, varför sådana återfinns i utsmyckningarna. Katter förekommer även de i dekorationerna, trots att Kaptenen inte gillade dem. De var däremot hans hushållerska Gustava "Stava" Österbergs favoritdjur, därför fick de pryda taket i den Gyllene salen.

## Stora sessionssalen
Stora sessionssalen är byggnadens pampigaste sal och kallades på Ahlboms tid Gyllene salen eller Musiksalen. Där träffades stadens societet för musiksoaréer. Två höga kakelugnar pryder ena långsidan av rummet. På södra väggen hänger ett stort porträtt på Kapten Ahlbom. Salen har senare använts som sessionssal och idag används den vid exempelvis bröllopsceremonier och ambassadörsmottagningar.

## Lilla Sessionssalen
Lilla Sessionssalen används idag som kontor för kommunfullmäktiges ordförande, men även som konferensrum för kommunhusets anställda. På Kapten Ahlboms tid var det hans privata sängkammare. Rummet ligger på paradvåningen jämte Stora Sessionssalen. 
I byggnaden finns porträtt på Motalas ledare sedan 1800-talet, exempelvis borgmästare Wilhelm Bille och Motalakungen John Andersson. Huset visas vid utvalda stadsvandringar arrangerade av Motala Turistbyrå.
1. 1 2 3 4 5  Bebyggelseregistret, läs online, läst: 16 mars 2025.[källa från Wikidata]
2. ↑  Digitalt Museum, läs online, läst: 16 mars 2025.[källa från Wikidata]